# Acrolejeunea securifolia
Acrolejeunea securifolia là một loài Rêu trong họ Lejeuneaceae. Loài này được (Nees) Stephani mô tả khoa học đầu tiên năm 1901.